# Galgenbergita-(Ce)
La galgenbergita-(Ce) és un mineral de la classe dels carbonats. Rep el seu nom de la seva localitat tipus.

## Característiques
La galgenbergita-(Ce) és un carbonat de fórmula química CaCe₂(CO₃)₄(H₂O). Va ser aprovada com a espècie vàlida per l'Associació Mineralògica Internacional l'any 1997. Cristal·litza en el sistema triclínic. Es troba com a cristalls tabulars aplanats en {001} i allargats en [010], mostrant {001}, {101} i {010}, de 0,6 mil·límetres; i com a rosetes d'1 mm. La seva duresa a l'escala de Mohs oscil·la entre 2 i 3.
Segons la classificació de Nickel-Strunz, la galgenbergita-(Ce) pertany a «05.CC - Carbonats sense anions addicionals, amb H₂O, amb elements de terres rares (REE)» juntament amb els següents minerals: donnayita-(Y), ewaldita, mckelveyita-(Y), weloganita, tengerita-(Y), kimuraïta-(Y), lokkaïta-(Y), shomiokita-(Y), calkinsita-(Ce), lantanita-(Ce), lantanita-(La), lantanita-(Nd), adamsita-(Y) i decrespignyita-(Y).

## Formació i jaciments
Es troba en petites fissures que tallen esquists d'albita-clorita. Sol trobar-se associada a altres minerals com: calcita, siderita, ancilita-(Ce), pirita, caolinita, albita i diversos minerals del grup de la clorita. Va ser descoberta al túnel ferroviari de Galgenberg, a Leoben (Estíria, Àustria). També ha estat descrita als granits de Sörvik, a Jämtland (Suècia).